# Alfred Vail
Alfred Lewis Vail (Morristown, 25 de setembro de 1807 - 18 de janeiro de 1859) foi maquinista e inventor. Ele foi companheiro de Samuel F. B. Morse no desenvolvimento do telégrafo. Seguindo a demonstração pública da marcação telegráfica, Vail participou com Morse do aperfeiçoamento dos instrumentos, especialmente o material.

## Vida
Nascido em Morristown, Nova Jersey, Vail é mais conhecido como o desenvolvedor do código Morse na forma quase como é conhecido hoje em dia. Para uso no seu equipamento original, Samuel Morse desenvolveu o dicionário codificado que codificou as palavras inteiras, e ele usou isso em demonstrações públicas em 1838. No mesmo ano, enquanto trabalha para Morse, Alfred Vail desenvolveu a codificação do alfabeto e o equipamento que pode ser usado em prática.
Vail se aposentou das operações telegráficas em 1848 e voltou para Morristown. Ele passou seus últimos dez anos conduzindo pesquisas genealógicas. Visto que Vail compartilhava um oitavo do interesse nas patentes do telégrafo de Morse com seu irmão George, Vail obteve muito menos ganho financeiro com seu trabalho no telégrafo do que Morse e outros.
Vail morreu pobre (tendo que vender suas ações no tempo que elas foram se desvalorizando). Sua contribuição para o código foi impulsionada por sua esposa Amanda seguindo sua morte.

## Código Morse
Alfred Vail e Samuel Morse colaboraram na invenção do código Morse. Existe uma controvérsia sobre o papel de cada um na invenção. O argumento para Vail ser o inventor original é apresentado por vários estudiosos.
O argumento oferecido pelos defensores de Morse afirma que Morse originalmente inventou um código cifrado semelhante ao usado nos telégrafos de linha de semáforo existentes, pelo qual palavras eram atribuídas a números de três ou quatro dígitos e inseridas em um livro de código. O operador de envio converteu palavras para esses grupos de números e o operador de recebimento os converteu de volta em palavras usando este livro de código.
Morse passou vários meses compilando este dicionário de código. É dito por apoiadores de Morse que Vail, em escritos públicos e privados, nunca reivindicou o código para si mesmo. De acordo com um pesquisador, em uma carta de fevereiro de 1838 a seu pai, o juiz Stephen Vail, Alfred escreveu: "O professor Morse inventou um novo plano de alfabeto e jogou de lado os dicionários". Em um livro de 1845 que Vail escreveu descrevendo o telégrafo de Morse, ele também atribuiu o código a Morse.